# Pseudaspidimerus circumflexa
Pseudaspidimerus circumflexa is een keversoort uit de familie lieveheersbeestjes (Coccinellidae). De wetenschappelijke naam van de soort is voor het eerst geldig gepubliceerd in 1858 door Motschulsky.